# UFC on FX: Belfort vs. Rockhold
UFC on FX: Belfort vs. Rockhold (también conocido como UFC on FX 8) fue un evento de artes marciales mixtas celebrado por Ultimate Fighting Championship el 18 de mayo de 2013 en el Arena Jaraguá, en Jaraguá do Sul, Brasil.

## Historia
El evento fue encabezado por un combate de peso medio entre el brasileño Vitor Belfort y el último campeón de peso medio de Strikeforce y debutante en la promoción Luke Rockhold.
Manvel Gamburyan iba a enfrentarse a Hacran Dias en este evento. Sin embargo, Gamburyan se vio obligado a retirarse de la pelea tras una lesión y fue reemplazado por Nik Lentz.
Marcos Vinícius y Yuri Alcântara iban a pelear en este evento. Sin embargo, Vinícius se vio obligado a retirarse de la pelea tras sufrir una lesión y fue reemplazado por el debutante en UFC Iliarde Santos.
Costa Philippou tuvo que retirarse de su pelea contra Ronaldo Souza después de sufrir un corte sobre el ojo. Fue reemplazado por Chris Camozzi, cuyo oponnente inicial era Rafael Natal. A su vez, este se enfrentó al recién llegado a la promoción João Zeferino.

## Premios extra
Cada peleador recibió un bono de $50 000.
- Pelea de la Noche: Lucas Martins vs. Jeremy Larsen
- KO de la Noche: Vitor Belfort
- Sumisión de la Noche: Ronaldo Souza